# Grynge fiskeläge

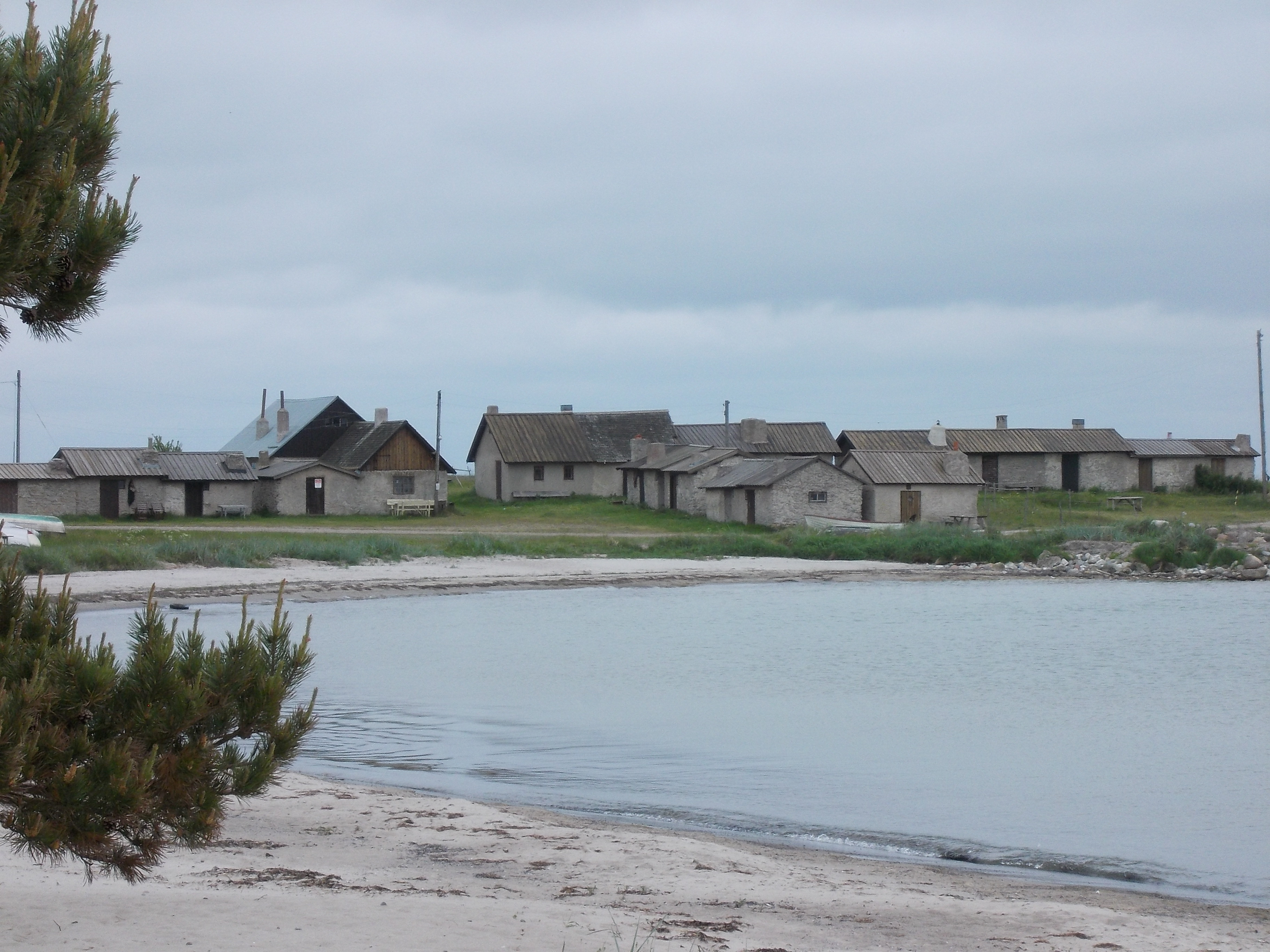
Grynge fiskeläge

Grynge fiskeläge är ett fiskeläge i Gammelgarns socken på Gotland, på västsidan av Gryngudd.
Fiskeläget består av ett tjugotal fiskebodar i sten samlade i grupper. Bodarna är från 1700- och 1800-talet och varierar i storlek och form men har huvudsakligen byggts för flistak, även om inga av stugorna längre har sådant. Bakom och framför fiskeläget finns gistrum där fiskenät hängdes på tork. Resterna finns även efter två ensfyrar i sten, som eldades med öppen eld för att leda båtarna in i läget. De ersattes senare av fyrstänger i trä med fotogenlyktor, och senare ersattes lyktorna med elektriskt ljus från en egen generator.
Inget fiske förekommer längre i Grynge, utan bodarna fungerar numera som fritidshus. Strax söder om fiskeläget ligger Danbo naturreservat.